# (34513) 2000 SQ178
2000 SQ178 (asteroide 34513) é um asteroide da cintura principal. Possui uma excentricidade de 0.04732070 e uma inclinação de 6.05834º.
Este asteroide foi descoberto no dia 28 de setembro de 2000 por LINEAR em Socorro.